# Micronychia (plant)
Micronychia is een geslacht uit de pruikenboomfamilie (Anacardiaceae). De soorten komen voor op Madagaskar.

## Soorten
- Micronychia acuminata Randrian.
- Micronychia bemangidiensis Randrian. & Lowry
- Micronychia benono Randrian. & Lowry
- Micronychia danguyana H.Perrier
- Micronychia kotozafii Randrian. & Lowry
- Micronychia macrophylla H.Perrier
- Micronychia madagascariensis Oliv.
- Micronychia minutiflora (H.Perrier) Randrian. & Lowry
- Micronychia striata Randrian. & Lowry
- Micronychia tsiramiramy H.Perrier

... · 
Anacardium · 
Bouea · 
Buchanania · 
Cotinus · 
Mangifera · 
Pistacia (Pistache) · 
Protorhus · 
Rhus · 
Schinus · 
Sclerocarya · 
Sorindeia · 
Spondias · 
Toxicodendron · 
...